# 브케인
| 번호: 155 | 타입: 불 | 진화전: 없음 | 진화후: 마그케인 |

《브케인》(ヒノアラシ 히노아라시[*], 영어: Cyndaquil)은 포켓몬스터 시리즈에 등장하는 가공의 캐릭터(몬스터)이다.

## 특징
호저의 모습을 한 포켓몬. 눈이 가늘다. 전투시에는 등에 있는 분화구에서 불길을 분출한다. 겁이 많아서 항상 몸을 움츠리고 있다.

## 게임에서의 브케인
풀 타입의 치코리타, 물 타입의 리아코와 함께 금, 은, 크리스탈 버전에서 최초로 받을 수 있는 포켓몬 중 하나이다. 에메랄드 버전에서는 호연 도감을 완성시키면, 털보 박사로부터 받을 수 있다.
《대난투 스매시 브라더스 DX》에서는 몬스터 볼에서 출현하는 포켓몬 중 하나로 등장한다. 「화염방사」로 공격한다.
《LEGEND 아르세우스》에서 스타팅 포켓몬으로 등장한다.

## 애니메이션에서의 브케인
《포켓몬스터 금·은》에서 한지우가 산악 지대에서 포획하였다. 은빛산 리그에서 준이치의 레어코일에 패배한 뒤 맡겨졌다. 성우는 우에다 유지.
《포켓몬스터 DP》에서 빛나가 금선으로부터 받은 알에서 태어났다. 성우는 후루시마 키요타카. 
《포켓몬스터 W》9회에서도 등장

## 그 외에서의 브케인
- 만화 《포켓몬스터 스페셜》에서 골드의 포켓몬으로 등장한다.

## 같이 보기
- 포켓몬의 목록